# Krivé
Krivé (in ungherese Sárosgörbény, in tedesco Zipserhau, in ruteno Kryve) è un comune della Slovacchia facente parte del distretto di Bardejov, nella regione di Prešov.

## Storia
Il villaggio viene citato per la prima volta nel 1454. Nel XVIII secolo passò ai Klobussicky e ai Dessewffy e nel XIX secolo agli Anhalt.
A Krivé si trova una chiesa in legno del XVIII secolo.